# Anaïs Vincent
Anaïs Vincent, née le 31 mars 2000 à Montélimar, est une coureuse cycliste handisport français, en catégorie H3 (Cycliste paraplégique sans mobilité volontaire du tronc).

## Biographie
Alors qu'elle suit une licence STAPS pour devenir professeure de sport, Anaïs Vincent a un accident d'escalade sur falaise près du lac du Bourget en mars 2021, chutant lourdement depuis une hauteur de 20 mètres sur le dos qui endommage sa moelle épinière. Elle découvre le handbike lors sa rééducation et va pratiquer ce sport en intégrant rapidement l'équipe de France de para-cyclisme, notamment à côté de Florian Jouanny qui devient son compagnon.
Elle participe à ses premiers championnats du monde en 2023 remportant deux médailles de bronze (course en ligne et contre-la-montre). Aux Championnats parasportifs européens 2023, elle remporte le titre en relais mixte avec Johan Quaile et Joseph Fritsch.

## Palmarès handisport

### Championnats du monde
- Championnats du monde de paracyclisme sur route 2023 à Glasgow,  Écosse
  -  Médaille de bronze du contre-la-montre
  -  Médaille de bronze de la course en ligne
- Championnats du monde de paracyclisme sur route 2024 à Zurich,  Suisse
  -  Médaille de bronze du contre-la-montre
  -  Médaille de bronze de la course en ligne

### Championnats d'Europe
- Championnats d'Europe de paracyclisme sur route 2023 à Rotterdam,  Pays-Bas
  -  Médaille d'or du relais mixte
  -  Médaille de bronze du contre-la-montre

### Coupes du monde
- Coupe du monde de paracyclisme Route 2024 à Ostende,  Belgique
  -  Médaille d'argent du contre-la-montre
  -  Médaille d'argent du relais mixte
- Coupe du monde de paracyclisme Route 2024 à Maniago,  Italie
  -  Médaille d'or du contre-la-montre
- Coupe du monde de paracyclisme Route 2025 à Ostende et Bruges, Belgique
  -  Médaille d'argent du contre-la-montre
  -  Médaille d'or de la course en ligne
- Coupe du monde de paracyclisme Route 2025 à Maniago, Italie
  -  Médaille d'or du contre-la-montre
  -  Médaille d'or de la course en ligne
  -  Médaille d'or du relais

### Championnats de France
- Championnats de France 2023
  -  Médaille d'or du contre-la-montre
  -  Médaille d'or de la course en ligne
- Championnats de France 2024
  -  Médaille d'or du contre-la-montre
  -  Médaille d'or de la course en ligne
  - Championnats de France 2025
    -  Médaille d'or du contre-la-montre
    -  Médaille d'or de la course en ligne